# Gulou (socken i Kina, Shandong)
Gulou (kinesiska: 鼓楼街道, 鼓楼) är en socken i Kina. Den ligger i provinsen Shandong, i den östra delen av landet, omkring 120 kilometer söder om provinshuvudstaden Jinan. Antalet invånare är 98 636. Befolkningen består av 50 426 kvinnor och 48 210 män. Barn under 15 år utgör 15,0 %, vuxna 15-64 år 74 %, och äldre över 65 år 9,0 %.
Genomsnittlig årsnederbörd är 904 millimeter. Den regnigaste månaden är juli, med i genomsnitt 228 mm nederbörd, och den torraste är januari, med 6 mm nederbörd.